# Johann Hermann Voerster
Johann Hermann Voerster (auch Vorster; * getauft 13. Oktober 1757 in Mülheim an der Ruhr; † 13. Januar 1832 ebenda) war als Munizipaldirektor erster Bürgermeister der neu ernannten Stadt Mülheim an der Ruhr.

## Leben
Johann Hermann Vorster kam als Sohn des Papiermachers Hermann Vorster (1716–1773) und dessen zweiter Ehefrau Anna Margarethe Cäcilie, geborene Lucas (1732–1803), auf die Welt. Als dritter Sohn seines Vaters kam für ihn die Übernahme der seit dem 17. Jahrhundert im Vorster’schen Familienbesitz befindlichen Papiermühle am Ruhrufer der Herrschaft Broich nicht infrage. Anfangs arbeitete er in der 1765 von seinem Vater und dessen Freund Hermann Kellermann gegründeten Saarner Porzellanfabrik, die aber schon 1771 wieder schließen musste. Daraufhin machte sich Johann Hermann selbstständig und gründete eine Essigfabrik. Am 1. Juli 1790 heiratete er Elisabeth Brink (1759–1826), Erbin des Altenhofs auf dem Kirchenhügel, in dem das Ehepaar fortan wohnte.
Als am 28. Januar 1808 Mülheim durch Verfügung Joachim Murats, Großherzog von Berg und Schwager Napoléons, zur Munizipalität erklärt wurde, bekam Johann Hermann Voerster den Posten des Directeurs. Wenig später wurde er als Maire bezeichnet. Seine Amtszeit war gekennzeichnet durch Schwierigkeiten und Probleme in der jungen Stadt, aber auch durch scharfe Auseinandersetzungen mit der vorgesetzten Behörde. Dies alles veranlasste ihn im Jahr 1813, sein Amt an Johann Heinrich Michels zu übergeben.

## Ehe und Nachkommen
Johann Hermann Voerster heiratete im Jahr 1790 Elisabeth Brink (1759–1826). Sie hatten eine Tochter:
- Catharina Friederike Elisabeth (1797–1858), ⚭ 1831 mit Hermann Heinrich Brink (1792–1870)